# John Broome (gouverneur)
Pour les articles homonymes, voir John Broome et Broome (homonymie).
John Broome (né le 19 juillet 1738, mort le 8 août 1810) est un commerçant et homme politique américain qui a été lieutenant-gouverneur de New York entre 1804 et 1810.

## Postérité
- Comté de Broome (New York)
- Broome Street, une rue de New York
- Broome (New York), ville du Comté de Schoharie[2]